# Keiken Zumi na Kimi to, Keiken Zero na Ore ga, Otsukiai Suru Hanashi
Keiken Zumi na Kimi to, Keiken Zero na Ore ga, Otsukiai Suru Hanashi (経験済みなキミと、経験ゼロなオレが、お付き合いする話。?), conocida como You Were Experienced, I Was Not: Our Dating Story en inglés, es una serie de novelas ligeras japonesas escritas por Makiko Nagaoka e ilustradas por magako. La serie comenzó a publicarse bajo el sello Fujimi Fantasia Bunko de Fujimi Shobo en septiembre de 2020.
Una adaptación a manga con ilustraciones de Noyama Carpaccio comenzó a serializarse en el servicio web Gangan Online de Square Enix en febrero de 2022. Una adaptación de la serie al anime de ENGI se estrenó el 6 de octubre de 2023.

## Argumento
Ryūto Kashima es un patético estudiante de secundaria, el cual debido a un castigo, se vio obligado a confesarse a Runa Shirakawa, una chica de la casta más alta de la escuela y admirada por todos. Estos muy contrarios personajes, acabaron saliendo por una razón inesperada. Ahora, tienen amigos y formas de divertirse distintas, diferentes en casi todo. Y sin embargo, aceptándolo, empiezan a relacionarse entre ellos.

## Personajes
Ryūto Kashima (加島 龍斗 Kashima Ryūto?)
 Seiyū: Natsuki Hanae
Un chico normal y corriente de segundo año de secundaria. Es una persona lúgubre, no tiene muchos amigos y su único pasatiempo es ver transmisiones en vivo por Internet. Cuando estaba en la secundaria, Ryūto estaba enamorado de Maria Kurose, pero ella rechazó su confesión, lo que hizo que Ryūto quedara traumatizado. Como castigo por perder un juego, se confiesa con Runa Shirakawa, una chica a la que todos admiran y con la que nunca habla. Ella acepta su confesión y acaban saliendo juntos.
Runa Shirakawa (白河 月愛 Shirakawa Runa?)
 Seiyū: Saori Ōnishi
Una gal que está en la cima de la casta escolar y es considerada la chica más hermosa de su grado. Es brillante, alegre, puede acercarse a cualquiera sin dudarlo y ha salido con muchos chicos antes. Después de que Ryūto se confiesa, ella acepta su confesión y comienza a salir con él. Aunque tiene experiencia en citas, todavía le preocupa que su relación no dure mucho.
Maria Kurose (黒瀬 海愛 Kurose Maria?)
 Seiyū: Aoi Koga
El primer interés amoroso de Ryūto en la secundaria y la hermana gemela de Runa, pero viven separadas debido a ciertas circunstancias. En la secundaria, Maria rechazó la confesión de Ryūto porque lo veía como un amigo. Años después, ella se transfiere a la escuela de Ryūto y se disculpa con él por haberlo rechazado en ese entonces, alegando que no sabía bien el significado de salir con alguien. Debido a que su padre eligió a Runa en lugar de ella durante el divorcio, Maria se obsesionó en ser la número uno y ser querida por los demás. Cuando Ryūto revela que está saliendo con Runa, Maria comenzó a divulgar rumores falsos sobre ella para dañar su reputación.
Nikoru Yamana (山名 笑琉 Yamana Nikoru?)
 Seiyū: Ayaka Fukuhara
La mejor amiga de Runa Shirakawa y su compañera de clases. Nikoru es una chica pecadora y crítica, específicamente hacia los hombres, se niega a confiar en cualquier chico que salga con Runa, sin embargo, cuando está con sus amigos es alegre y amigable, pero si un chico que odia la mira, ella les lanza una mirada asesina. Sin embargo, en el fondo ella sólo está tratando de proteger a Runa para que no salga lastimada y es una buena persona. Al principio ella odiaba a Ryūto porque era un humilde nerd que estaba saliendo con Runa y lo veía como el resto de los hombres con los que Runa había salido. Cuando finalmente se conocen en persona, Ryūto le pidió que le dijera qué le gusta a Runa al entrarse que se acerca su cumpleaños y Niko lo llamó un tipo extraño y luego accedió a ayudarlo, luego se hicieron amigos. Actualmente está saliendo con Ren Nishida.
Akari Tanikita (谷北 朱璃 Tanikita Akari?)
 Seiyū: Tomori Kusunoki
Una chica única que es amiga de Runa y Nikoru. Tiene la personalidad para decir lo que quiera de forma directa y clara. Le gusta los grupos ídols masculinos y pasa sus días muy ocupado promocionándolos. Parece sentir algo por Yusuke.
Yūsuke Ijichi (伊地知 祐輔 Ijichi Yūsuke?)
 Seiyū: Fukushi Ochiai
Un compañero de clase de Ryūto y un amigo valioso. Al igual que Ryūto, le gusta jugar videojuegos e incluso durante el período de exámenes, está completamente absorto en estudiar. Mediante un juego de castigo, Yusuke obliga a Ryūto a confesarse a Runa.
Ren Nishina (仁志名 蓮 Nishina Ren?)
 Seiyū: Daisuke Sakaguchi
Otro amigo de Ryūto. Aunque están en clases diferentes, los tres siempre salen juntos. Sus calificaciones son bajas porque le gusta mucho los videojuegos. De los tres, tiene la personalidad más excéntrica y le cuesta expresar sus verdaderos sentimientos. Mantiene una relación en la actualidad con Nikoru Yamana.
Shūgo Sekiya (関家 柊吾 Sekiya Shūgo?)
 Seiyū: Tomoaki Maeno
Un estudiante de preparatoria que aspira a ingresar a la escuela de medicina. No era muy popular en la escuela secundaria, pero tan pronto como cambió su peinado e hizo su debut en la preparatoria, comenzó a volverse popular y, como resultado de jugar demasiado, se convirtió en un estudiante ronin.
Ken
 Seiyū: Kun

## Contenido de la obra

### Novelas ligeras
La serie escrita por Makiko Nagaoka e ilustrada por Magako, comenzó a publicarse bajo el sello Fujimi Fantasia Bunko de Fujimi Shobo el 19 de septiembre de 2020. Ha publicado siete volúmenes hasta la fecha.

#### Lista de volúmenes
| Volúmenes de novelas ligeras publicadas | Volúmenes de novelas ligeras publicadas | Volúmenes de novelas ligeras publicadas |
| Número                                  | Fecha de lanzamiento                    | ISBN                                    |
| --------------------------------------- | --------------------------------------- | --------------------------------------- |
| 1                                       | 19 de septiembre de 2020                | ISBN 978-4-04-073809-3                  |
| 2                                       | 19 de marzo de 2021                     | ISBN 978-4-04-073993-9                  |
| 3                                       | 18 de septiembre de 2021                | ISBN 978-4-04-074213-7                  |
| 4                                       | 19 de febrero de 2022                   | ISBN 978-4-04-074286-1                  |
| 5                                       | 16 de septiembre de 2022                | ISBN 978-4-04-074539-8                  |
| 6                                       | 17 de marzo de 2023                     | ISBN 978-4-04-074540-4                  |
| 7                                       | 20 de septiembre de 2023                | ISBN 978-4-04-075011-8                  |

### Manga
Una adaptación a manga ilustrada por Noyama Carpaccio comenzó a serializarse en el servicio web Gangan Online de Square Enix el 23 de febrero de 2022. Sus capítulos individuales han sido recopilados en dos volúmenes tankōbon hasta la fecha.

#### Lista de volúmenes
| Volúmenes de manga publicados | Volúmenes de manga publicados | Volúmenes de manga publicados |
| Número                        | Fecha de lanzamiento          | ISBN                          |
| ----------------------------- | ----------------------------- | ----------------------------- |
| 1                             | 12 de septiembre de 2022      | ISBN 978-4-75-758145-6        |
| 2                             | 11 de noviembre de 2022       | ISBN 978-4-75-758258-3        |

### Anime
El 9 de septiembre de 2022, una adaptación de la serie al anime fue anunciada. La serie esta producida por ENGI y dirigida por Hideaki Oba, con Hiroko Fukuda supervisando los guiones de la serie, Yosuke Itō diseñando los personajes y Kei Haneoka componiendo la música. Se estrenó el 6 de octubre de 2023 en AT-X y otras cadenas. El tema de apertura es «Love You Tender!» (ラブ・ユー・テンダー！?), interpretado por Maaya Uchida, mientras que el tema de cierre es «Aikotoba» (あいことば?), interpretado por AliA. Crunchyroll obtuvo la licencia de la serie fuera de Asia. Muse Communication obtuvo la licencia de la serie en el sudeste asiático.